# مجادیتا
مجادیتا (به اسپانیایی: Cerro de la Majadita) یک کوه در آرژانتین است که در استان سان خوآن، آرژانتین واقع شده‌است. مجادیتا ۶٬۲۸۰ متر بالاتر از سطح دریا واقع شده‌است.